# Ravenloft: Stone Prophet
Ravenloft: Stone Prophet (ou Ravenloft II: Stone Prophet) est un jeu vidéo de rôle en 3D développé par DreamForge Intertainment pour Strategic Simulations, Inc. et sorti sous MS-DOS en 1995.
Stone Prophet est basé sur l'univers de campagne de Ravenloft, univers horrifique de dark fantasy créé pour le jeu de rôle Advanced Dungeons & Dragons en 1990 et dérivé d'un scénario édité en 1983. C'est le second jeu vidéo à exploiter cet univers après Ravenloft: Strahd's Possession, sorti en 1994, dont il est la suite.
Ravenloft: Stone Prophet n'est pas le premier jeu D&D développé par DreamForge Intertainment pour SSI. Dès 1993, le studio est responsable de Dungeon Hack, situé dans les Royaumes oubliés. Puis, en 1994, il développe Strahd's Possession et Menzoberranzan.

## Système de jeu
Le moteur de jeu de Stone Prophet est le même que celui employé dans Strahd's Possession et Menzoberranzan mais amélioré pour l'occasion. Il offre des graphismes SVGA en 256 couleurs, des voix digitalisées et des animations faciales.
Le joueur démarre avec quatre aventuriers puis qu'il contrôle au travers d'une vision subjective en 3D. Par la suite il peut augmenter le nombre de ses équipiers jusqu'à six. Le jeu est en temps réel mais il est possible de passer à tout moment au tour par tour.
Une carte automatique pouvant être annotée permet de se repérer aisément dans les donjons.

## Accueil
Comme Strahd's Possession, Ravenloft: Stone Prophet reçoit un bon accueil critique. Le magazine Coming Soon lui attribue la note de 85 %.
GameSpy dans son  History of D&D Video Games souligne l'originalité du cadre du jeu : le désert de Har'Akir, avec ses momies et son ambiance d'Égypte ancienne. La qualité du gameplay et des graphismes est également louée.